# کلاهی
کلاهی، روستایی در دهستان تیاب بخش تیاب شهرستان میناب در استان هرمزگان ایران است.

## موقعیت جغرافیایی
این روستا در کنار تنگه هرمز و دریای عمان و در امتداد کوه‌های مکران قرار گرفته‌است.
مردمان اولیه آن از استان سیستان و بلوچستان و شهرستان جاسک مهاجرت کرده و از آنجا به دشت جلگه میناب آمده و در آنجا سکونت نموداند با توجه به اینکه در این دشت آب و درختان نخل وجود داشته همچنین به دریا نیز نزدیک بوده در این منطقه اقامت نموده.

## رتبه در استان
بندر کلاهی با جمعیت ۵٬۶۸۶ تن طبق آخرین آمار سرشماری سال ۹۵ دومین روستای هرمزگان پس از روستای برنطین رودان استان هرمزگان و جمعیت آن از ۲۲ شهر استان بیشتر است.
- منبع:فهرست  شهرهای استان  هرمزگان

| ردیف | نام شهر      | شهرستان  | جمعیت سال ۹۵ |
| ---- | ------------ | -------- | ------------ |
| ۱    | قلعه قاضی    | بندرعباس | ۵٬۲۸۶        |
| ۲    | سیریک        | سیریک    | ۵٬۱۳۷        |
| ۳    | تیرور        | میناب    | ۴٬۸۷۱        |
| ۴    | بندزرک       | میناب    | ۴٬۷۹۶        |
| ۵    | دشتی         | پارسیان  | ۴٫۶۹۵        |
| ۶    | کوخرد هرنگ   | بستک     | ۴٬۳۹۰        |
| ۷    | تازیان پایین | بندرعباس | ۴٬۲۶۳        |
| ۸    | ابوموسی      | ابوموسی  | ۴٬۲۱۳        |
| ۹    | مقام         | بندرلنگه | ۴٬۰۶۶        |
| ۱۰   | گروک         | سیریک    | ۴٬۰۰۸        |
| ۱۱   | فین          | بندرعباس | ۳٬۹۳۹        |
| ۱۲   | تخت          | بندرعباس | ۳٬۰۸۲        |
| ۱۳   | کوهستک       | میناب    | ۳٬۰۶۰        |
| ۱۴   | لمزان        | بندرلنگه | ۲٬۷۴۵        |
| ۱۵   | زیارتعلی     | رودان    | ۲٬۶۷۹        |
| ۱۶   | سندرک        | میناب    | ۱٬۹۱۵        |
| ۱۷   | فارغان       | حاجی‌آباد | ۱٬۷۷۳        |
| ۱۸   | فارغان       | حاجی‌آباد | ۱٬۷۷۳        |
| ۱۹   | لیردف        | جاسک     | ۱٬۷۳۴        |
| ۲۰   | بالا شهر     | رودان    | ۱٬۲۷۷        |
| ۲۱   | گوهران       | بشاگرد   | ۱٬۱۷۰        |
| ۲۲   | سرگز         | حاجی‌آباد | ۱٬۱۵۷        |

## جمعیت
بر پایه سرشماری عمومی نفوس و مسکن در سال ۱۳۹۵، جمعیت این روستا برابر با ۵٬۶۸۶ نفر (۱٬۳۹۰ خانوار) بوده‌است.